# فيليوس باتركولوس
ماركوس فيليوس باتركولوس (تقريبًا 19 قبل الميلاد وحتى 31 ميلادية) كان مؤرخًا رومانيًا. على الرغم من أنه يعرف بماركوس إلا أن بعض العلماء الحديثين يعرفونه جايوس فيليوس باتركولوس، والذي نقش اسمه على حجر تاريخي في شمال أفريقيا.

## روابط خارجية
- فيليوس باتركولوس على موقع الموسوعة البريطانية (الإنجليزية)